# KMT-2019-BLG-2073
KMT-2019-BLG-2073とは、2020年7月に発見された自由浮遊惑星候補である。

## 概要
KMT-2019-BLG-2073は、KMTNetによって重力マイクロレンズ法を使用し発見された自由浮遊惑星候補である。arXivには、2020年7月14日にその発見が発表されている。
KMT-2019-BLG-2073は、地球から離れた位置に存在している可能性がある。そうであれば、約10年後に検出が可能である。この惑星は、4番目にアインシュタイン半径が測定された。木星の0.186倍の質量を持つ。